# Novi Zagreb – zapad
Novi Zagreb – zapad Zágráb városnegyede Horvátországban, a főváros délnyugati részén. A mai városnegyedet Zágráb város 1999. december 14-i statútumával hozták létre.

## Fekvése
Novi Zagreb – zapad, azaz Újzágráb-nyugat városnegyed teljes területe a Szávától délre, Zágráb délnyugati részén található. Keletről Novi Zagreb – istok, délről Brezovica, nyugatról Zágráb megye, északról a Száva folyó határolja, amellyel egyúttal Podsused – Vrapče, Stenjevec, Trešnjevka – jug és Trnje városnegyedekkel határos.
A városnegyed a következő Zágrábhoz tartozó városrészeket foglalja magában: Lanište, Kajzerica, Remetinec, Siget, Savski gaj, Trnsko, Trokut, valamint a kevésbé városiasodott Blato, Botinec, Podbrežje, Tromostovlje és Sveta Klara.
A városnegyed közigazgatásához még a következő, a város határán túli települések tartoznak: Botinec, Donji Čehi, Gornji Čehi, Hrašće Turopoljsko, Hrvatski Leskovac, Ježdovec, Lučko, Mala Mlaka és Odra.
Új-Zágráb nyugati része jellemzően szávamenti, sík terület, amely nagyrészt még mindig legelőkkel, rétekkel és szántóval borított. Míg a terület egy kis része északkeleti részén (Kajzerica, Savski gaj, Remetinečki gaj, Lanište, Siget, Trnsko) erősen városiasodott, legnagyobb részén vidéki települések vannak, amelyek gyorsan növekednek és egyre több városi jellegzetességet vesznek át. A kizárólag a mezőgazdaságból élő háztartások egyre kevesebben lesznek, de ezen a területen a lakosság jelentős része az egyéb tevékenységek mellett még mindig mezőgazdasági tevékenységet is folytat. A kerület területén, Ježdovacban és Mala Mlakában található Zágráb városának egyik legfontosabb vízvédelmi területe.
Új-Zágráb nyugati részét számos közút és vasút keresztezi, a városi elkerülő forgalomtól a Horvát Köztársaság nyugati és déli részeivel történő a közúti és vasúti összeköttetésekig.

## Története
A Zágrábtól délnyugatra fekvő, kimondottan falusias jellegű szávamenti térség átalakítása a mai városrészek egyikévé csak egy fél évszázaddal ezelőtt kezdődött. Ezt megelőzően egy tucat faluban laktak itt évszázadok óta: Sv. Klara, Botinec, Lučko, Blato, Čehi, Odra, Mala Mlaka, Ježdovec, Hrvatski Leskovac, Remetinec, Kajzerica stb. E falvak életét nagymértékben a Száva határozta meg, mely a szabályozás előtt egy tipikus síkvidéki folyó volt alacsony partokkal, sok kanyarral, folyóággal és szigettel. Áradások idején hajlamos a kiöntésre a folyómederről és gyakran megváltoztatta az irányát. A helyi parasztok a földművelésen túl, amennyire a folyó lehetővé tette, halásztak és vesszőfonással foglalkoztak. A Száva folyón a folyó évszázadokon át tartó szeszélyei miatt hidakat nem építettek, hanem kompokon keltek át, amelyeket szükség szerint áthelyeztek.
A Lučko település neve jól jelzi korábbi kompkikötői funkcióját. Ez a folyami átkelő már a 18. században működött, amikor a Kaptol és Gradec között viták merültek fel a viteldíjak beszedésének jogáról, végül a szábor ezt a jogot a Kaptolnak adta. Botinec falu a Boti grófi család nevét kapta, amely az ottani föld nagy részét birtokolta. A Remetinec, melyet egykor Tupalnak hívtak, a pálos szerzeteseknek volt a birtoka. Čehi falu különleges státuszt kapott a Kaptolnak fizetendő tized tekintetében. Itt a szabad királyi város, Gradec néhány polgára is vásárolt magának városon kívüli ingatlanokat. Blato falu, amelynek neve pontosan leírja a talajt, amelyen található (blato = sár), Zágráb és környéke 1822-ben készített térképén jelenik meg először.
Ezen a területen már a középkorban volt római katolikus plébánia Remetinec, Leskovac, Sv. Klara és Odra falvakban. Odra falu évszázadokig a helyi Szent György templomról volt elnevezve. Ezt a plébániatemplomot már 1334-ben említik a zágrábi főesperesség plébániatemplomai között. Számos régi templom és kápolna tanúskodik a Szávamente síkságán szétszórva az elmúlt évszázadokban folyamatos emberi életről. A közelmúltig, különösen bizonyos időszakokban, a Száva élesen elválasztotta a mai Új-Zágráb körzetét Zágráb városától. Napóleon hódításai idején a francia uralom alatt állt terület határát képezte. A déli parton, a Száva-híd közelében, még mindig ott található egy francia vámház épülete. Abban az időben fából készült híd épült faoszlopokra, amelynek maradványai még rendkívül alacsony vízszint mellett is ma is kiállnak a vízből.
Az első tervszerű népszámlálás idején 1857-ben, a mai Új-Zágráb nyugati városrészének akkori településeiben alig kétezer ember élt. Zágráb városának felgyorsult gazdasági fejlődése és növekedése azonban a 19. század végén és a 20. század elején, amely 1892-ben a vasból készült Száva-híd építését is eredményezte, ösztönözte a népesség növekedését ezen a területen. A 20. század elején, az Osztrák-Magyar Monarchia idején Lučkóban épült egy repülőtér, amelyet ma sport célra és a különleges erők kiképzésére használnak.
A múlt század ötvenes éveiben megkezdődött a Szavától délre fekvő városrész kialakulása. Új-Zágráb nyugati körzetében először megépült a Brodarski Intézet, majd 1956-ban a Zágrábi Vásár költözött a jelenlegi helyére. 1959-ben a Szabadság-híd építésével megteremtődtek az akkori zágrábi polgármester, Većeslav Holjevac történelmi ötletének feltételei, hogy a város a folyó másik partjára terjeszkedjen. Röviddel ezután a terület északkeleti részén erősen urbanizált települések alakultak ki: Trnsko, Siget, Savski gaj és Remetinečki gaj. Ugyanakkor a régi falvak is gyorsan növekednek és városiasodtak.
A terület intenzív betelepülését fokozatosan egyre élénkebb gazdasági tevékenység követte, elsősorban a mezőgazdaság és az élelmiszeripar, valamint a és különféle szolgáltatási tevékenységek fejlesztésével. A lakosság nagy koncentrációja az új szávamenti településekben különféle középületek építésének szükségességét igényelte. Sigetben például 1971 és 1978 között felépült a Szent Kereszt templom, mely 3500 fős befogadóképességével az elmúlt fél évszázadban épített legnagyobb templom volt Horvátországban. A településeknek egy viszonylag nagy területen való szétszórtsága, valamint hirtelen és leginkább spontán növekedésük az 1990-es években, a térség számos fontos útkereszteződésével együtt nagy problémákat okozott az infrastruktúra kiépítésében és a tereprendezésben.